# Chan Tung-fang
Chan Tung-fang (čínsky pchin-jinem Hán Dōngfāng, znaky zjednodušené 韩东方; * 1963 Peking) je čínský disident a lidskoprávní aktivista zabývající se především právy pracujících. Je jednou z osobností protestů na náměstí Nebeského klidu v roce 1989, kde působil jako mluvčí Pekingské autonomní federace pracujících – první nezávislé odborové organizace v Číně.

## Životopis
Chan se narodil v roce 1963 v Pekingu. Jeho otec byl farmář a matka pracovala jako dělnice. Když mu byly tři roky jeho rodiče se rozvedli. Následně žil s matkou a mladší sestrou na venkově v provincii Šan-si. V osmi letech se s rodinou přestěhoval zpět do Pekingu. Po vystudování střední školy nastoupil k vojenské policii a právě tam začal pochybovat o údajné čínské beztřídní společnosti. Po čtyřech letech služby začal pracovat jako elektrikář na železnici.

### Role v protestech na náměstí Nebeského klidu
Roku 1989 ve věku 26 let stál u zrodu čínských protestů, které požadovaly demokratizaci. Působil jako mluvčí první nezávislé odborové organizace v Číně – Pekingské autonomní federace pracujících. Někdy se mu proto přezdívalo „čínský Lech Wałęsa“. Při krvavém potlačení protestů čínskou lidovou armádou v noci na 4. června byl Chan proti své vůli eskortován skupinkou podporovatelů z náměstí pryč a po několik dní se ukrýval u přátel. Dne 8. června zamířil na kole na venkov. Když zastavil u obchodu, zjistil, že jeho jméno figuruje na seznamu nejhledanějších osob. Kvůli slibu, který dal svým následovníkům se 19. června dobrovolně vydal policii. Po dvou letech ve vězení byl kvůli špatnému zdravotnímu stavu propuštěn na svobodu a léčen s tuberkulózou. Kvůli této chorobě má sníženou funkci jedné plíce. V srpnu 1992 mu byl vydán pas a Chan odešel i s těhotnou manželkou do Spojených států.

### Život v exilu
Při pokusu vrátit se zpět do Číny přes Hongkong v srpnu 1993 byl zadržen, poslán zpět do Hongkongu a jeho pas byl anulován. V Hongkongu se rozhodl zůstat a založil organizaci China Labour Bulletin, která publikuje o právech pracujících v Číně a ve světě. Kromě toho také od roku 1997 spolupracuje s rádiem Svobodná Asie. V roce 2024 stále žil v Hongkongu a věnoval se aktivismu.

## Ocenění
V roce 1993 získal za svou činnost Democracy Award (Cenu za demokracii) americké neziskové organizace National Endowment for Democracy a roce 2005 mu byla udělena International Activist Award (Mezinárodní cena aktivistů) americké nadace Gleitsman Foundation. 50 000 amerických dolarů (v přepočtu zhruba 1 200 000 korun českých při kurzu v roce 2005) spojených s cenou věnoval fondu právní ochrany organizace China Labour Bulletin.